# Paradiso (Tesino)
Paradiso (hispanizado Paraíso) es una comuna suiza del cantón del Tesino, situada en el distrito de Lugano, círculo de Carona. La comuna está completamente rodeada por la ciudad de Lugano, aunque limita con la comuna de Campione d'Italia (IT-CO).

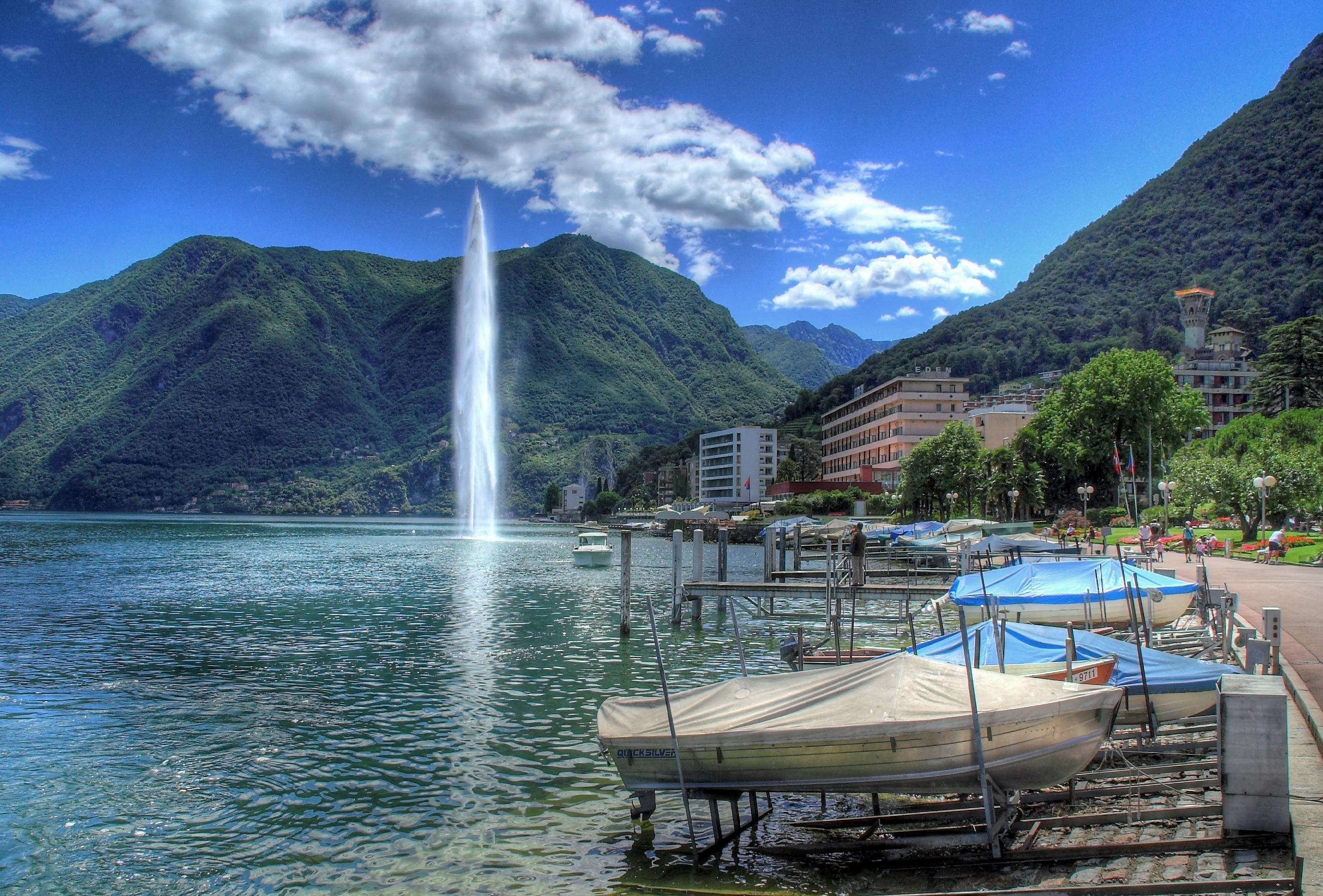
Vista del "puerto" de Paradiso sobre el lago de Lugano.

## Transportes
Ferrocarril
En el núcleo urbano de Paradiso se localiza una estación ferroviaria en la que efectúan parada trenes pertenecientes a la red TiLo.